# Fredrik Boije
Fredrik Boije af Gennäs, född 7 juli 1773 i Stralsund, död 8 februari 1857, var en svensk militär, tecknare och författare.

## Biografi

### Militär bana
Fredrik Carl Boije var son till överpostdirektören friherre Fredrik Boije och hans hustru Fredrika Carolina von Blessingh. Vid fyra års ålder skrevs han in som kornett vid Västgöta kavalleri, utnämndes 1789 till löjtnant vid regementet där han deltog i alla under hans tjänstetid inträffade fälttåg. Vid freden 1815 var han överstelöjtnant och utnämndes 1816 till kammarherre innan han 1820 tog avsked ur krigstjänsten.

### Författare och konstnär
Mera känd blev han som författare och konstnär. Bland hans böcker kan nämnas Riksdagshistoria från 1627–1823 med landtmarskalkarnas porträtt (1825–27), Magasin för konst, nyheter och moder, som utkom med 26 årgångar 1818–1844 och i vilken nästan alla planscher är etsade av honom själv. Verket var för övrigt Sveriges första modetidning.
Hans Målare-lexikon til begagnande såsom handbok för konstidkare och taflesamlare (1833) har varit av stor betydelse, Dessins autographes des plus célèbres mâitres de toutes les écoles; Kongl. Svenska Museum, samling af conturteckningar med en analytisk och critisk beskrifning öfver hvarje ämne (1821–23, utgiven i samarbete med Alexander Wetterling) med flera arbeten.
I sin ungdom förälskade sig Boije i en fröken Ulrika Hierta, tio år äldre än han själv, och gifte sig med henne vid 22 års ålder. Äktenskapet varade i 59 år och när han dog vid 84 års ålder, hade hans maka tre år tidigare gått ur livet 91 år gammal. Han var kusin till Johan Ludvig Johansson Boije.
Boije finns representerad vid bland annat Nationalmuseum i Stockholm, Uppsala universitetsbibliotek

### Redaktörskap
- Pittoreska rapsodier ur skämtets och sanningens område. Författade af utgifvarne, och utgifne af författarne. Första försöket. Med sex teckningar. Stockholm, tryckt hos Carl Deleen, 1820.. Stockholm. 1820. Libris 2429034
- Magasin för konst, nyheter och moder: tidningsskrift. Stockholm. 1823-1844. Libris 2929283